# Elecciones generales de Puerto Rico de 1932
Se realizaron elecciones generales en Puerto Rico el 8 de noviembre de 1932. Debido a que las elecciones se realizaron bajo el gobierno colonial de los Estados Unidos, el gobernador era designado por el presidente de los Estados Unidos.
Las alianzas preelectorales y candidaturas comunes fueron legalizadas. El partido Alianza Puertorriqueña se desintegra en dos grupos, los antiguos unionistas y los antiguos republicanos, los primeros fundan el Partido Liberal Puertorriqueño y los segundos se reconcilian con los antiguos republicanos puros y crean la Unión Republicana que pacta con el Partido Socialista y forman la coalición Unión Republicana-Socialista. Fueron las 5.ª elecciones bajo la estadounidense Ley Jones que deroga la Ley Foraker; entre los cambios que trae esta nueva ley se encuentran: la institucionalización del Senado con 19 miembros y el aumento en la Cámara de Delegados que de ahora en adelante se llamará Cámara de Representantes de 35 a 39 miembros. El sufragio fue censitario, solo mujeres y hombres mayor de 21 años que supieran leer y escribir.